# Шурмашь
Шу́рмашь — деревня в Сасовском районе Рязанской области России. Входит в состав Батьковского сельского поселения.

## Географическое положение
Деревня находится в центральной части Сасовского района, в 26 км от райцентра на реке Вялса, в 2 км от границы с Мордовией, самой западной её точки.
Ближайшие населённые пункты:

— деревня Ивановка в 1 км к северу по асфальтированной дороге;

— село Ключи в 3 км к северо-востоку по асфальтированной и щебневой дороге;

— посёлок Батьки в 5 км к западу по асфальтированной дороге.

## История
В 1893 г. деревня входила в Ново-Берёзовскую волость Шацкого уезда Тамбовской губернии.
Во время лесных пожаров в августе 2010 г. полностью сгорели 9 домов — южная оконечность деревни.

## Население
| 1984 | 1989 | 2007 | 2010 | 2011 | 2012 | 2013 |
| ---- | ---- | ---- | ---- | ---- | ---- | ---- |
| 120  | ↘68  | ↘30  | ↘13  | ↗20  | ↘17  | ↗19  |
| 2014 |      |      |      |      |      |      |
| ↗20  |      |      |      |      |      |      |

В деревне около 30 домов, однако большая их часть — нежилые.

## Природа
Климат умеренно континентальный. Высота над уровнем моря 104—115 м.

## Инфраструктура
Дорожная сеть
По краю деревни проходит асфальтированная дорога Сасово — Ключи. Практически все дома имеют непосредственный выход к дороге с асфальтовым покрытием.
Транспорт
По состоянию на 2013 г. маршруты общественного транспорта отсутствуют. В летнее время каждые 2 недели по пятницам приезжает автобус
Связь
Электроэнергию деревня получает по транзитной ЛЭП 10 кВ, от подстанции 35/10 кВ "Вялсы".